# Leo Mathisen
Hans Leo Mathisen f. Mathiassen (født 10. oktober 1906 i København, død 16. december 1969 i Ballerup) var en dansk jazzpianist.
Han havde sit eget orkester og huskes især for sangene Take It Easy, To Be Or Not To Be og How-How.
"The Lion", som han blev kaldt, var døbt Mathiassen og en markant skikkelse i dansk jazz, hvor han deltog som aktiv komponist og orkesterleder fra 1920'erne frem til 1953, hvor sygdom fik ham til at kvitte branchen.

## Karriere
I 1927 indspillede han sin første plade, "The More We Are Together", med Victor Cornelius.
Derefter var han medlem af trioen "We Three" i 1927-28 sammen med Otto Lington og Anker Skjoldborg.

## Inspiration
Den amerikanske jazzpianist Fats Waller blev hans primære inspiration, og såvel optræden som spillestil var præget af Fats Waller, men udviklede sig i de sidste år til en mere bebopagtig stil.

## Personlighed
Leo Mathisen var viril, karismatisk og humoristisk. Han opnåede en slags ikonisk status som velklædt og frækt grinende swingjazz-pianist med smalt overskæg og stor cigar.
Men der herskede også kaos omkring ham, og han var meget omskiftelig. Hvis de andre musikere drillede ham, kunne han blive meget vred og fare op, eller han kunne sætte sig ud bag scenen og græde.

## Familien
Leo Mathisen blev 2. januar 1929 gift på Frederiksberg Rådhus med svenskfødte Isabella Malmstrøm (født 22. marts 1905, død 5. december 1975). Han var far til afdøde Mariann Mathisen (senere Drew efter ægteskab med afdøde Kenny Drew) og ligeledes afdøde DR-radiovært Ann-Britt Mathisen.

## Sygdom og død
I foråret 1953 trak Leo Mathisen sig tilbage fra musiklivet på grund af en uhelbredelig hjernesygdom. En diagnostisk operation på Rigshospitalet bekræftede, at det drejede sig om arveligt hjernesvind (cerebral atrofi). Han blev herefter indlagt på psykiatrisk hospital, senere psykiatrisk plejehjem i Ballerup frem til sin død.
Han er begravet på Mariebjerg Kirkegård, Gentofte.

## Film
Leo Mathisen optræder selv i følgende film:
- 5 raske piger (1933)
- 7-9-13 (1934).
- De bør forelske Dem (1935)
- Det begyndte ombord (1937)
- Teatertosset (1944)
- Mit liv er musik (1944)

Han spilles desuden af en uidentificeret skuespiller i sexkomedien I Tvillingernes tegn (1975) og af Eddie Skoller i dramaet Take it Easy (1986), der er navngivet efter hans nummer "Take it Easy".
Kælenavnet "The Lion" var en reference til MGMs Leo the Lion-logo.
Han nævnes i episode 5 af tv-serien Matador, hvor Kristen Skjern spiller nummeret "Wild Cow", indspillet af Mathisen, for Elisabeth Friis.

## Diskografi
Kendt for numrene Take It Easy, To Be Or Not To Be, Corrine Corrina, Anita, I Wonder Where My Baby Is Tonight, I Can Hop, I Can Run, How-How m.fl.
Indspilningerne fra især 1941-43 regnes blandt swingmusikkens bedste.
Musikken er genudgivet bl.a. således:
- Leo Mathisen: 1927-38 – Song of Souvenirs (Little Beat Records, 2006)
- Leo Mathisen: 1940-41 – Take It Easy (Little Beat Records, 2007)
- Leo Mathisen: 1942-43 – Terrific Rhythm (Little Beat Records, 2008)
- Leo Mathisen: 1944-48 – Leo the Lion (Storyville, 2007)

En lang række numre og albums er desuden tilgængelige for download på bl.a. iTunes.